# Francesc Xavier Salas Santos
Francesc Xavier Salas Santos (Deià, 1961) és un polític deianenc. És germà del també polític Josep Salas Santos.
Fou batlle de Deià per majoria absoluta per les candidatures d'UM (1987-1991), UM-PP (1991-1995) i PP (1995-2003).
Va ser conseller del Consell de Mallorca del 1987 al 1993 per Unió Mallorquina.
Va ser secretari general d'UM el 1992, però aquell mateix any va passar a les files del PP com a trànsfuga (el famós abrazo del oso que els populars de Gabriel Cañellas feren als regionalistes).
A les llistes del PP va entrar al Parlament de les Illes Balears.
Durant la seva administració com a batlle de Deià es va instal·lar el clavegueram i l'aigua potable, es va construir l'escola pública Robert Graves i unes pistes poliesportives. També es varen elaborar les normes subsidiàries.
Com a part negativa va seguir defensant les cases de Llucalcari que el GOB va denunciar i que els tribunals han dit que són il·legals i s'han de tirar.
Quan va deixar la batllia va passar a fer feina com a cap de gabinet de la Conselleria de Turisme del Govern Balear, essent-ne conseller en Joan Flaquer (sisena legislatura); en l'exercici d'aquest càrrec participà en el viatge promocional del Govern Balear a Moscou en què es va produir l'escàndol del Cas Rasputín.
En l'activitat privada, Francesc Xavier Salas Santos es dedica al món de la construcció.